# Die Kunst zu Zaubern
| Die Kunst zu Zaubern | Die Kunst zu Zaubern        |
| -------------------- | --------------------------- |
| Erscheinungsland     | Deutschland                 |
| Herausgeber          | DuMont Buchverlag Köln      |
| Ersch.Jahr           | 1978                        |
| Aufmachung           | gebunden mit Schutzumschlag |
| Illustrationen       | s/w und farbige Abbildungen |
| Sprache(n)           | Deutsch                     |
| Seitenumfang         | 279                         |
| Thema                | Allgemeine Zauberkunst      |
| ISBN                 | 3-7701-1064-1               |
| Autor                |                             |
| Alexander Adrion     |                             |

Die Kunst zu zaubern ist der Titel eines der grundlegenden Bücher zum Verständnis und zum Erlernen der Kunst des Zauberns.

## Inhalt
Das von Alexander Adrion verfasste Buch zeigt in Wort und Bild die Historie der Zauberkunst auf. Obwohl kaum Quellen genannt werden, gehört das Buch zu den wichtigsten Publikationen der Zauberliteratur, die die Kunst des Zauberns auf einem gehobenen Niveau repräsentieren. Der Autor selbst war ein arrivierter Zauberkünstler, der über Jahre die Geschichte erforscht und die meisten Abbildungen in dem Buch aus seiner eigenen Sammlung beigesteuert hat.
Das Buch erschien erstmals 1978 und erlebte mehrere Auflagen.

## Die Kapitel
- Kammer-Spiele des Scheins
- Das schlaue ›Hokus‹-Spiel
- Zepter und Zauberstab
- Zauberei im Spiegel der Literatur
- Traum vom Fliegen
- Weibliche Mirakel
- Das Symbotier der Zauberer
- Betrug mit der Dame
- Eine neue Epoche – Zaubertheater und Kinematographie
- Entfesselungskunst
- Zauberer und Verzauberte
- Galerie der Zauberer
- Sammlung der interessantesten Kunststücke zum Nutzen und Vergnügen für jedermann

## Ausgaben/Auflagen
- 1. Ausgabe 1978 siehe Infobox
- 2. Ausgabe 1979, Lancome, Paris
- 3. Ausgabe 1979, L’arte della Magia, Mazotta, Italien
- 2. Auflage 1981
- 4. Ausgabe 1990, Taschenbuch

## Buchbesprechung
- Magische Welt, Fachzeitschrift für Zauberkunst, Heft 1, 1979, S. 44

Die Taschenbuchausgabe ist leicht gekürzt